# Chalermchai Kositpipat
Chalermchai Kositpipat, né le 15 février 1955 à Chiang Rai, est un artiste peintre thaïlandais. 
Il est aussi le créateur du Wat Rong Khun, un temple bouddhiste thaïlandais très touristique en Thaïlande communément appelé le temple blanc,,. 

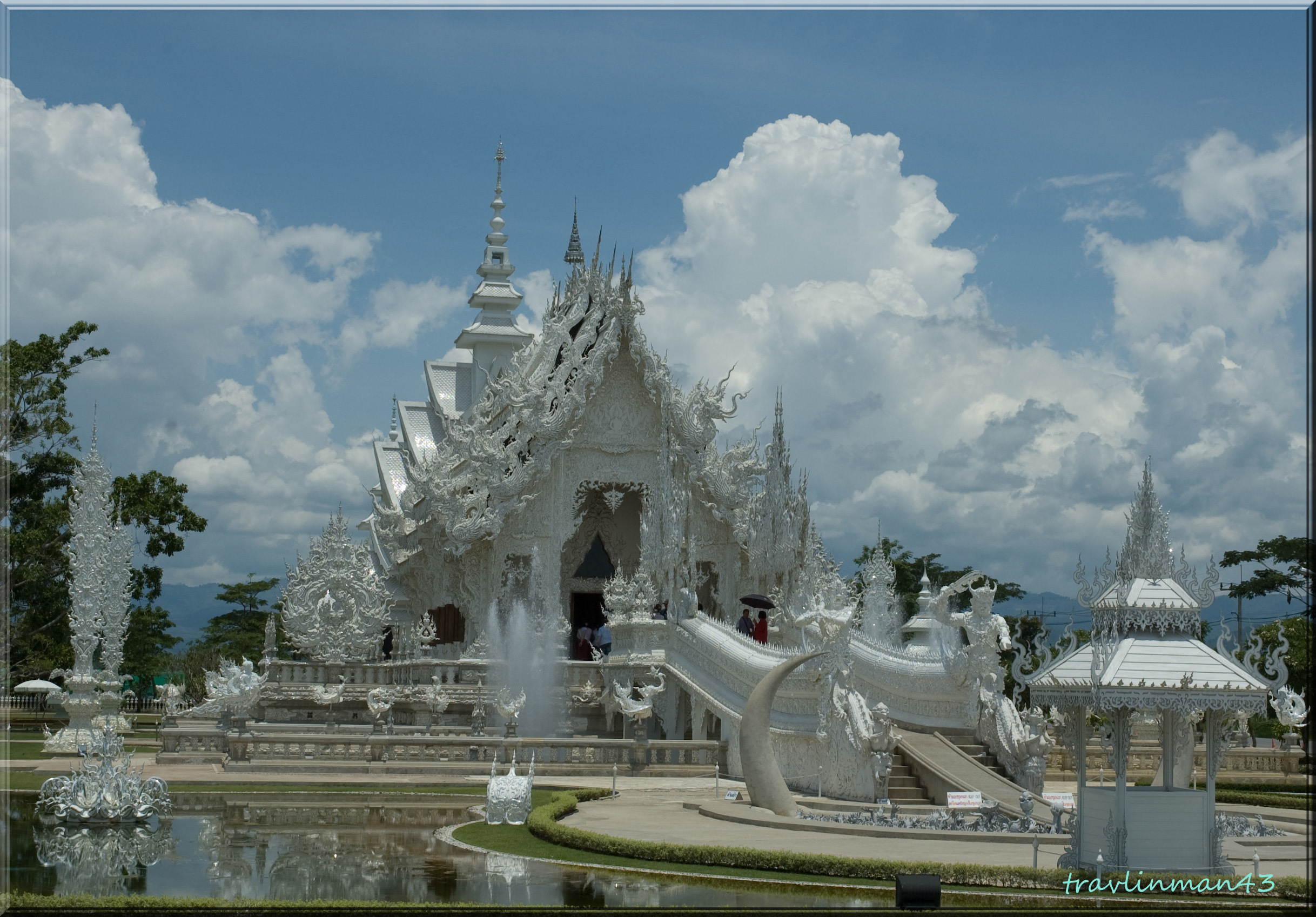
Le temple blanc

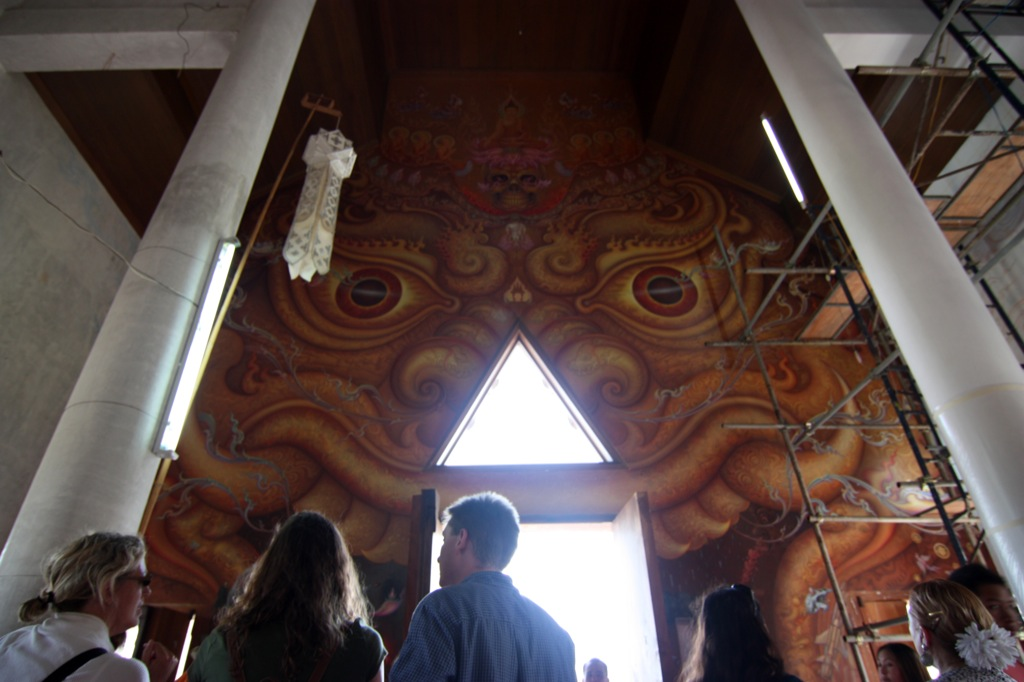
Peinture du temple blanc en cours de réalisation en 2008

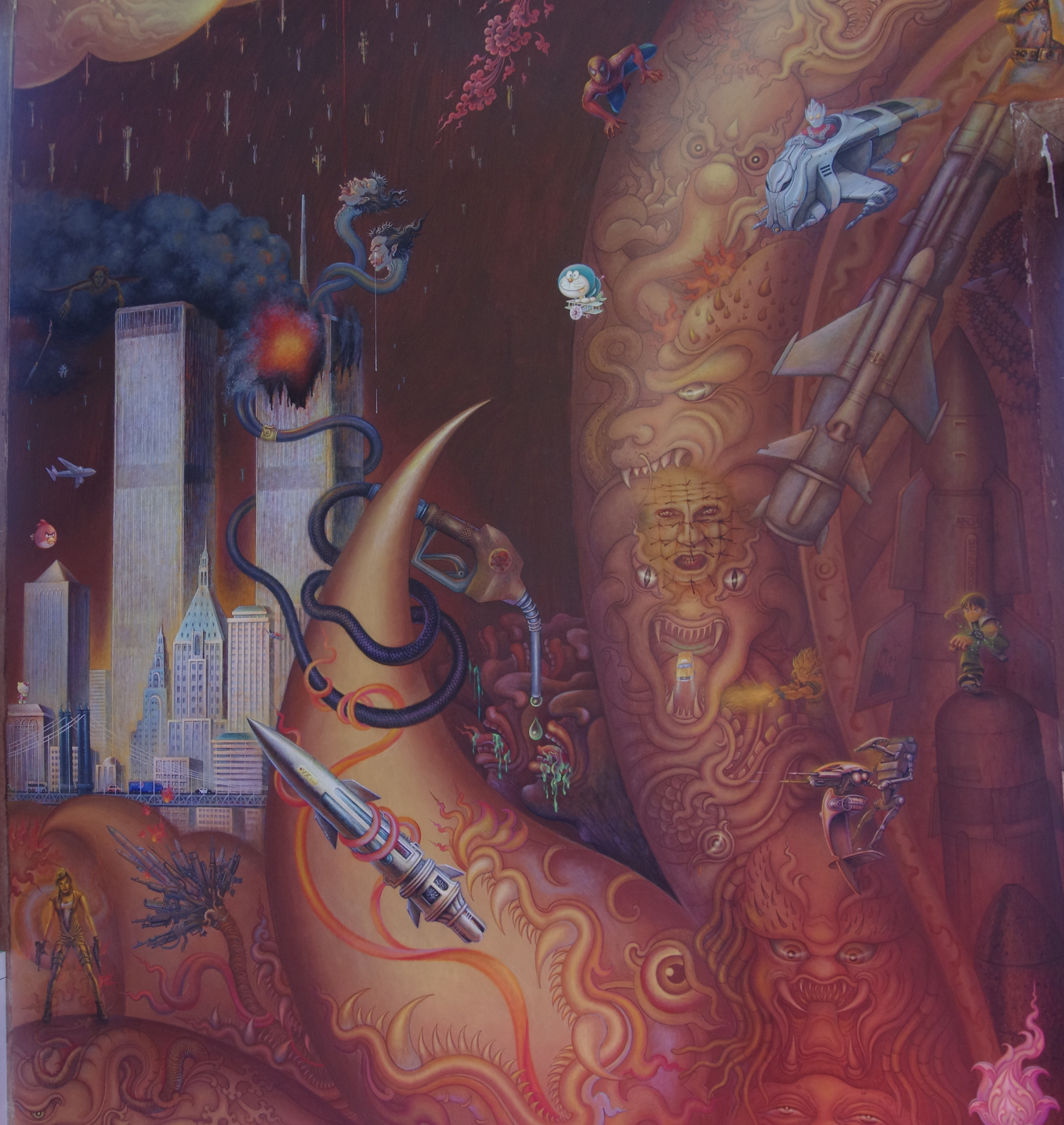
Fresque du temple blanc (détail)

## Biographie
Chalermchai Kositphipat est né en 1955, . Il a étudié à l'académie des arts de Poh Chang puis à l’université de Silpakorn en Thaïlande.

## Œuvre
Il peint sur le thème du bouddhisme et de la psychologie, comme Thawan Duchanee.

## Prix et distinctions
- Artiste national de Thaïlande (2011)